# Gare de Katsuta
La gare de Katsuta (勝田駅, Katsuta-eki) est une gare ferroviaire de la ville de Hitachinaka, dans la préfecture d'Ibaraki au Japon. Elle est gérée par les compagnies JR East et Hitachinaka Seaside Railway.

## Situation ferroviaire
La gare est située au point kilométrique (PK) 121,1 de la ligne Jōban. Elle marque le début de la ligne Minato. 

## Histoire
La gare a été inaugurée le 18 mars 1910.

## Service des voyageurs

### Accueil
La gare dispose d'un bâtiment voyageurs, avec guichets, ouvert tous les jours.

### Desserte

#### Hitachinaka Seaside Railway
- Ligne Minato :
  - voie 1 : direction Ajigaura

#### JR East
- Ligne Jōban :
  - voies 2 et 3 : direction Mito, Oyama (par la ligne Mito), Ueno, Tokyo et Shinagawa
  - voie 4 : direction Hitachi et Iwaki